# Осећам те...
Осећам те... је пети студијски албум Снежане Савић, објављен маја 1988. године у издању ПГП РТБ.

## Песме на албуму
| Бр. | Песма                     | Музика               | Текст            | Аранжман                                |
| --- | ------------------------- | -------------------- | ---------------- | --------------------------------------- |
| 1.  | Осећам те, осећам         | Предраг Неговановић  | Радмила Мудринић | Томица Миљић                            |
| 2.  | Ти                        | Предраг Неговановић  | Радмила Мудринић | Томица Миљић                            |
| 3.  | Једном се живи            | Предраг Неговановић  | Радмила Мудринић | Томица Миљић                            |
| 4.  | Кад би се вратило време   | Милован Филиповић    | Радмила Мудринић | Милован Филиповић                       |
| 5.  | Нек те стигну моје сузе   | Предраг Неговановић  | Радмила Мудринић | Томица Миљић                            |
| 6.  | Нова љубав                | Предраг Неговановић  | Радмила Мудринић | Томица Миљић                            |
| 7.  | Не признајем наш растанак | Радослав Граић       | Радмила Мудринић | Радослав Граић                          |
| 8.  | Коштана                   | Радослав Граић       | Радмила Мудринић | Радослав Граић                          |
| 9.  | Руке моје                 | Милован Филиповић    | Радмила Мудринић | Милован Филиповић                       |
| 10. | Боли ме срце за тобом     | Александар Сања Илић | Радмила Мудринић | Александар Сања Илић, Слободан Марковић |